# 西臼杵郡
西臼杵郡（にしうすきぐん）は、宮崎県の郡。
人口16,713人、面積686.94km²、人口密度24.3人/km²。（2025年2月1日、推計人口）
以下の3町を含む。
- 高千穂町（たかちほちょう）
- 日之影町（ひのかげちょう)
- 五ヶ瀬町（ごかせちょう）

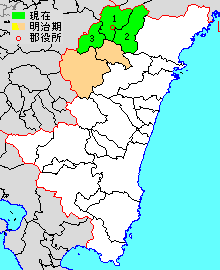
宮崎県西臼杵郡の位置（1.高千穂町 2.日之影町 3.五ヶ瀬町 薄黄：後に他郡に編入された区域）

高千穂町には、宮崎県の支庁として西臼杵支庁が設置されている。

## 郡域
1873年（明治17年）に行政区画として発足した当時の郡域は、上記3町に東臼杵郡諸塚村・椎葉村を加えた区域にあたる。

## 歴史

### 郡発足までの沿革
- 「旧高旧領取調帳」に記載されている明治初年時点での、臼杵郡のうち後の本郡域の支配は以下の通り。（22村）

| 知行   | 知行       | 村数 | 村名 |
| ------ | ---------- | ---- | --- |
| 幕府領 | 人吉藩預地 | 4村  | 大河内村、松尾村、向山村、下福良村 |
| 藩領   | 日向延岡藩 | 18村 | 七折村、岩井川村、分城村、山裏村、三田井村、下野村、押方村、向山村、田原村、上野村、河内村、五ヶ所村、鞍岡村、三ヶ所村、家代村、七ツ山村、岩戸村、桑野内村 |

- 明治4年
  - 2月 - 人吉藩預地が日田県の管轄となる。
  - 6月 - 日田県の管轄地域が人吉藩領となる。
  - 7月14日（1871年8月29日） - 廃藩置県により延岡県、人吉県の管轄となる。
  - 11月14日（1871年12月25日） - 第1次府県統合により美々津県の管轄となる。
- 明治6年（1873年）1月15日 - 全域が宮崎県（第1次）の管轄となる。
- 明治9年（1876年）8月21日 - 第2次府県統合により鹿児島県の管轄となる。
- 明治12年（1879年）2月17日 - 郡区町村編制法の鹿児島県での施行により、行政区画としての臼杵郡が発足。郡役所が延岡に設置。
- 明治16年（1883年）5月9日 - 宮崎県（第2次）の管轄となる。

### 郡発足以降の沿革
- 明治17年（1884年）1月26日 - 臼杵郡のうち三田井村ほか22村の区域をもって西臼杵郡が発足。郡役所が三田井村に設置。

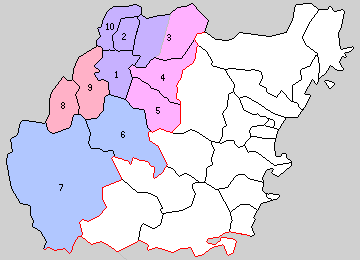
1.高千穂村 2.上野村 3.岩戸村 4.七折村 5.岩井川村 6.諸塚村 7.椎葉村 8.鞍岡村 9.三ヶ所村 10.田原村（紫：高千穂町 桃：日之影町 橙：五ヶ瀬町 青：合併なし）

- 明治22年（1889年）5月1日 - 町村制の施行により、以下の各村が発足。（10村）
  - 高千穂村 ← 三田井村、押方村、向山村（現・高千穂町）
  - 上野村 ← 上野村、下野村（現・高千穂町）
  - 岩戸村 ← 山裏村（現・高千穂町、日之影町）、岩戸村（現・高千穂町）
  - 七折村（単独村制。現・日之影町）
  - 岩井川村 ← 岩井川村、分城村（現・日之影町）
  - 諸塚村 ← 家代村、七ツ山村（東臼杵郡に現存）
  - 椎葉村 ← 下福良村、大河内村、不土野村、松尾村（東臼杵郡に現存）
  - 鞍岡村（単独村制。現・五ヶ瀬町）
  - 三ヶ所村 ← 桑野内村、三ヶ所村（現・五ヶ瀬町）
  - 田原村 ← 田原村、河内村、五ヶ所村（現・高千穂町）
- 明治30年（1897年）4月1日 - 郡制を施行。
- 大正9年（1920年）4月1日 - 高千穂村が町制施行して高千穂町となる。（1町9村）
- 大正12年（1923年）4月1日 - 郡会が廃止。郡役所は存続。
- 大正15年（1926年）7月1日 - 郡役所が廃止され、内務省告示第82号により西臼杵支庁（第1次）が設置される[2]。
- 昭和17年（1942年）12月1日 - 県内各郡に地方事務所が設置され、西臼杵支庁（第1次）を西臼杵地方事務所に改組。
- 昭和24年（1949年）4月1日 - 諸塚村・椎葉村の所属郡が東臼杵郡に変更。（1町7村）
- 昭和25年（1950年）4月1日 - 西臼杵地方事務所を西臼杵支庁（第2次）に改組。
- 昭和26年（1951年）4月1日 - 七折村・岩井川村が合併して日の影町が発足。（2町5村）
- 昭和31年（1956年）
  - 8月1日 - 鞍岡村・三ヶ所村が合併して五ヶ瀬町が発足。（3町3村）
  - 9月30日
    - 高千穂町・田原村および岩戸村の一部（岩戸および山裏の一部）が合併し、改めて高千穂町が発足。
    - 岩戸村の残部（山裏の残部）が日の影町に編入。日の影町は即日改称して日之影町となる。（3町1村）
- 昭和44年（1969年）4月1日 - 上野村が高千穂町に編入。（3町）

### 変遷表
| 明治22年以前 | 明治22年5月1日 | 明治22年 - 昭和19年 | 昭和20年 - 昭和29年     | 昭和30年 - 昭和63年                         | 平成1年 - 現在 | 現在     |
| ------------ | -------------- | ------------------- | ----------------------- | ------------------------------------------- | -------------- | -------- |
|              | 上野村         | 上野村              | 上野村                  | 昭和44年4月1日 高千穂町に編入               | 高千穂町       | 高千穂町 |
|              | 高千穂村       | 大正9年4月1日 町制  | 高千穂町                | 昭和31年9月30日 高千穂町                    | 高千穂町       | 高千穂町 |
|              | 田原村         | 田原村              | 田原村                  | 昭和31年9月30日 高千穂町                    | 高千穂町       | 高千穂町 |
|              | 岩戸村         | 岩戸村              | 岩戸村                  | 昭和31年9月30日 高千穂町 （岩戸・山裏一部） | 高千穂町       | 高千穂町 |
|              | 岩戸村         | 岩戸村              | 岩戸村                  | 昭和31年9月30日 日の影町に編入 （山裏一部） | 日之影町       | 日之影町 |
|              | 七折村         | 七折村              | 昭和26年1月1日 日の影町 | 昭和31年9月30日 改称 日之影町               | 日之影町       | 日之影町 |
|              | 岩井川村       | 岩井川村            | 昭和26年1月1日 日の影町 | 昭和31年9月30日 改称 日之影町               | 日之影町       | 日之影町 |
|              | 鞍岡村         | 鞍岡村              | 鞍岡村                  | 昭和31年8月1日 五ヶ瀬町                     | 五ヶ瀬町       | 五ヶ瀬町 |
|              | 三ヶ所村       | 三ヶ所村            | 三ヶ所村                | 昭和31年8月1日 五ヶ瀬町                     | 五ヶ瀬町       | 五ヶ瀬町 |
|              | 諸塚村         | 諸塚村              | 昭和24年4月1日 東臼杵郡 | 諸塚村                                      | 諸塚村         | 諸塚村   |
|              | 椎葉村         | 椎葉村              | 昭和24年4月1日 東臼杵郡 | 椎葉村                                      | 椎葉村         | 椎葉村   |

## 行政
歴代郡長
| 代 | 氏名 | 就任年月日                | 退任年月日                | 備考                   |
| -- | ---- | ------------------------- | ------------------------- | ---------------------- |
| 1  |      | 明治17年（1884年）1月26日 |                           |                        |
|    |      |                           | 大正15年（1926年）6月30日 | 郡役所廃止により、廃官 |